# Magyarországi románok
A magyarországi románok alatt napjainkban a mai Magyarország területén élő román nemzetiséget értjük. A történelem folyamán Magyarország állami határainak váltakozásával együtt más területek románsága is ide tartozott, így 1559 előtt, illetve 1867-1920 között a történelmi Erdély román lakossága is.

## Történelem

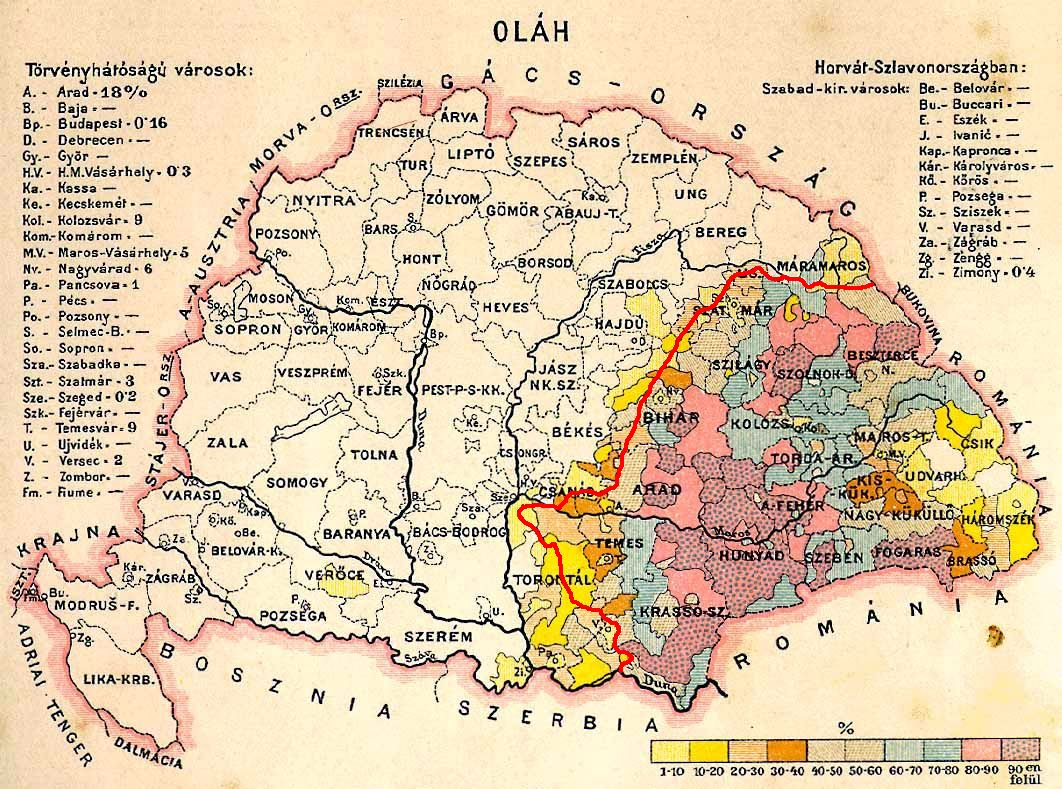
Román nemzetiségűek aránya a Magyar Királyságban járásonként és városonként az 1890-es népszámlálás alapján

### A történelmi Magyarország románsága
Az első magyarországi román iskolának az 1495-ben alakult brassói iskolát tartják.
A három részre szakadt Magyarország korában, a 16-17. századi Erdélyi Fejedelemségben alakult ki a legtöbb román oktatási intézmény, elsősorban Brassó és Fogaras környékén. Az itt beszélt román nyelv képezte a később kialakult irodalmi nyelv bázisát.
A 17-18. század fordulójáig az ortodox vallás volt a románok kizárólagos nemzeti vallása. Ezután egy részük áttért a görögkatolikus hitre. A 18. században létrejött görögkatolikus unió nagy lendületet adott a román nyelven való művelődésnek. A Habsburg állam által támogatott román görögkatolikus értelmiség 300-nál több román iskolát alapított a Partiumban és a Magyarországtól ekkor még különálló történelmi Erdélyben. Az első román ortodox egyházi iskolák a Magyarországtól ekkor még szintén külön kormányzott Bánságban jöttek létre a 18. század második felében. Ezek a karlócai szerb patriarchátus védnöksége alatt álltak. 1781-ben már 83 községnek volt román iskolája. 1783-ban a bécsi kormány elrendelte, hogy a határőrvidéken katonai pályára készülő román fiatalok csak német iskolában tanulhatnak. A román nyelv oktatása ekkor háttérbe szorult, a hitoktatás nyelve is a német lett.
Az erdélyi és magyarországi román középosztály a balázsfalvi (1754), illetve a belényesi (1828) görögkatolikus gimnáziumban nevelkedett, ezek voltak a központjai a szellemi életnek, itt került sor az első román nyelvű színielőadásokra, a tanárok közül kerültek ki román irodalom és művészet képviselői. Érdekesség, hogy a románoknál csak leány polgári iskolák voltak, Nagyszebenben, Balázsfalván, Belényesen és Aradon. A lelkészeket főiskolai szintű szemináriumokban képezték, amelyeket teológiai fakultásnak is neveztek. A görögkatolikus egyháznak négy (Balázsfalva, Lugos, Szamosújvár, Nagyvárad), az ortodoxoknak három (Nagyszeben, Arad, Karánsebes) szemináriuma volt a történelmi Magyarországon. A magyar államban élő románoknak egyetemi román nyelv és irodalmi tanszéket létesítettek: 1862-ben Budapesten és Bécsben, 1872-ben Kolozsvárott.
A görögkatolikus közösségek kezdetben kizárólag a román nyelvet használták. A 19. század végétől elterjedt a magyar nyelvhasználat a román görögkatolikus egyházban, különösen a bihari részeken. Az ortodox egyházközségeknél ezzel szemben mind a liturgia, mind a belső adminisztráció nyelve mindenütt megmaradt románnak.
A román ortodox egyház kezdetben a területileg illetékes püspökségekhez, 1698-1868 között a karlócai szerb érsekséghez tartozott. 1761-ben alakult meg a brassói román ortodox püspökség, amely 1784-ben Nagyszebenbe tette át székhelyét. A szerb egyházból 1864-ben Andrei Saguna püspök szorgalmazására kivált nagyszebeni román püspökséget az uralkodó érsekségi rangra emelte. Ide tartozott az aradi és karánsebesi román püspökség is.
Az 1868-as nemzetiségi törvény kimondta a nemzetiségek iskolaalapítási jogát. 1879. évi XVIII. törvény a nem magyar tanítási nyelvű iskolákban kötelező tantárgyként bevezette a magyar nyelvet, ezzel megszakadt a nemzetiségek tiszta anyanyelvű oktatásának mintegy évszázados folyamata. A legnagyobb elégedetlenséget a magyarországi románság körében az Apponyi-féle 1907. évi XVII. törvény váltotta ki és az együttélést megrontotta.
A trianoni Magyarországon az 1923. évi Klebelsberg Kúnó által kiadott rendelet értelmében a "C-típusú", azaz a magyar tanítási nyelvű iskola a nemzetiségi nyelv kötelező tanításával dominált.

### A mai Magyarország területének románsága

#### Eredet, letelepedés
Az a kérdés, hogy mióta élnek a mai Magyarország területén románok, a szakemberek között mindmáig reménytelen vita tárgya. Nem lehet egyértelmű választ adni arra, hogy a török hódoltság előtt éltek-e románok a területen vagy sem.
- A román történészek egy része a dákoromán kontinuitás elméletet vallja, azaz a román nép ősei a rómaiak előtt már a Kárpát-medence keleti részében élt dákok.
- A magyarországi román szakemberek egyetértenek azzal, hogy jelentősebb román népességgel csak a törökök 17. század végi kiűzését követő betelepítések óta számolhatunk. Viszont azt állítják, hogy a Bihar-hegységben, Belényes, sőt Nagyvárad környékén, vagy Szabolcs-Szatmárban is találtak már a 13. században, főleg hűbéri birtokokon románokat.

A 18. századtól biztosan megnövekedett a román lakosság létszáma, a szakemberek kétféle népmozgást különböztetnek több hullámban.
- Önkéntes költözés: a jobb életfeltételek és a földesúri ígéretek hatására önkéntes vándormozgalom indult meg a sűrűbben lakott területekről az Alföld irányába.
- Szervezett betelepítés: a magyar és német földesurak telepítettek be románokat, ahol vegyes lakosság volt, például a Nyírségben, vagy a hajdani Bihar vármegyei Darvas, Mezőpeterd, Zsáka, Vekerd, Sarkadkeresztúr, a Békés vármegyei Békés, Csorvás, Lőkösháza. Ezekben a románok teljesen elmagyarosodtak, ugyanúgy mint Hódmezővásárhely, Makó vagy Szentes esetében. Kisebb számban azonban alakultak tisztán román lakosságú települések: Bedő, Vekerd, Méhkerék, Kétegyháza, Pusztaottlaka. A legnagyobb önfenntartó képességgel a magyarcsanádi románság rendelkezett.

A mai magyarországi románságot régóta foglalkoztató kérdés, hogy honnan származnak elődei. Ehhez támpontot a beszélt nyelv sajátosságai és egyes esetekben a családnevek adnak. A kutatók egységes álláspontja szerint: a magyarországi románság elődei a Körösök és a Maros által határolt vidékről települtek át mai lakóhelyükre. A nyelvészeti érvek amellett szólnak, hogy a mai Magyarország területén élő román népcsoport a Körös vidéki dialektust beszéli, pontosabban ennek a nyelvjárásnak két változatát, a Fehér- és a Fekete-Körös menti román nyelvet. A kettő közti határvonal Gyulánál húzható meg.
A magyarországi románság kulturális központjának számító kisváros és attól délre eső településeinek románsága a Fehér-Körös vidékének nyelvét beszéli, tehát csakis onnan származhat.(Kétegyháza, Békés, Békéscsaba, Csorvás, Elek, Pusztaottlaka, Battonya, Lőkösháza, Magyarcsanád, Szeged, Hódmezővásárhely, Szentes, Makó.)
A Fekete-Körös mentén és attól északra meghonosodott bihari nyelvjárást használják Gyulától északra,, Méhkeréken, Sarkadkeresztúron, Körösszakálban, Bedőben, Pocsajon, Létavértesen, Álmosdon, Bagaméron, Csegöldön, Nyírábrányban, Nyíradonyban, Nyíracsádon, Porcsalmán, Csengerújfalun.
A családnevekből is lehet következtetni: A Pilán, Szelezsán, Ternován, Abrudán, Oroján, Brád nevek viselői leggyakrabban a Gyulától délre eső településekről származnak. Ezek a Fehér-Körös és Maros közti települések neveit rejtik (Pilu, Seleus, Tirnova, Abrud, Uroiu, Brad). A bihari családnevek: Cséffán, Gerdán, Szakadáti, Görbedi a Fekete-Körös völgyében lévő Cefa, Girda de Sus, Sacadat, Gurbediu helységnevekből származnak.

#### Társadalomtörténet
A 18. században letelepülő románság nagyobb része a jobbágysághoz tartozott. A földművelés és az állattartás, valamint a pásztorkodás jelentette megélhetésének alapját. Életmódja ennek megfelelően alakult.
A 20. század elejére kialakult egy papokból és tanítókból álló szűk értelmiségi réteg. Ezt a folyamatot szakította félbe a trianoni béke, a román értelmiség döntő része Romániába települt át.
Az ortodox vallású magyarországi románoknak csak 1946-ban sikerült megalakítani a Magyarországi Románok Egyházmegyéjét. Ez kánonjogilag a román ortodox egyház patriarchátushoz tartozik.
Az értelmiség helyzetében csak az 1970-es években történt változás, amikor a románságból sokan szereztek közép- és felsőfokú diplomát. Ez azonban csak elősegíti az asszimilációs folyamatokat.

### Demográfiai változások
A magyarországi románság hivatalos és becsült létszáma között mindig is volt különbség. Ioan Georgescu 1927-ben Románii din Ungaria című könyvében 250 000 itt maradt románról beszélt. Elismerte, hogy jelentős részük nem beszélte a román nyelvet, de román nemzeti tudatuk erős volt, ami a görögkatolikus és ortodox valláshoz való ragaszkodásukban nyilvánult meg.
A magyar államban élő románok számának alakulása(1910-2011):
| Év   | Népesség  | Aránya az össznépességen belül |
| 1910 | 2 948 186 | 16,1%                          |
| 1920 | 23 695    | 0,3%                           |
| 1930 | 16 221    | 0,2%                           |
| 1941 | 14 142*   | 0,2%                           |
| 1949 | 14 713    | 0,2%                           |
| 1960 | 15 787    | 0,2%                           |
| 1970 | 12 624    | 0,1%                           |
| 1980 | 10 141    | 0,1%                           |
| 1990 | 10 740    | 0,1%                           |
| 2001 | 9 162     | 0,1%                           |
| 2011 | 35 641    | 0,3%                           |

- *Az észak-erdélyi adatok nélkül

## Kultúra

### Nyelv, nyelvjárások
A magyarországi románság eredeti, tehát anyanyelve az archaikus román nyelv, amelynek legválasztékosabb formája az első teljes román bibliafordítás nyelve. A románok ugyanazon nyelv két variánsát beszélték és beszélik ma is. A templomban, az iskolában, a gondozottabb, irodalmi nyelvet használták, míg a családi körben az otthonit, a népi, kevésbé kiforrott, csiszolt változatot. Ez a különbség, ami nehezíti a romániai románokkal a kapcsolatot. Beszéd közben gyakran mondják: "Mi úgy mondjuk, nem úgy, mint a bukarestiek", stb.
Anyanyelvi ismeret szempontjából a magyarországi románság csoportjai:
- idősebb nemzedék, még rendszeresen beszéli a hagyományos nyelv valamelyik tájnyelvi változatát
- az értelmiségi réteg, vagy az anyanyelvű vallási közösségek tagjai alkalomszerűen beszélik a választékos, az irodalmi nyelv közel álló változatot
- a szűk elit réteg, amely mind szóban, mind írásban helyt tud állni a romániai román értelmiséggel való összehasonlításban.
- sokan alkalomszerűen beszélik a román tájnyelvet (az irodalmi variánst nem ismerik)
- elenyésző azoknak az őshonos magyarországi románoknak a száma, akik csak a román tájnyelvet ismerik (a magyart sok hibával beszélik)
- jelentős a nyelvileg félig, vagy teljesen asszimilált, de román tudattal még rendelkezők száma.

### Néprajz
A kétegyházi románság életkörülményeiről maradtak fenn a leghitelesebb és legrégibb feljegyzések (1893).
Ezek tanúsága szerint a házak kezdetben földbe vájt pincék, vermek voltak, aminek az elhelyezkedése semmilyen szabályhoz nem igazodott. A 19. század második felében még tartotta magát az a szokás, hogy építés előtt földobtak egy pogácsát, ahová leesett, az lett az új ház helye. Az egyszobás lakás falait földből, a tetőt kukoricaszárból készítették. A falakat meszelték, de gyakran csak az ablakok környékét. A kisméretű ablakokat ( egy utca, egy az udvar felé) szegekkel rögzítették a falhoz. Télen szalmával és törekkel fedték be, így védekeztek a hideg ellen.
A bútorzat nagyon egyszerű volt. Középre helyezték az asztalt, amelyet egy hosszabb, derékszögben elhelyezett pad vett körül. mellette díszes ruhásláda, oldalt ágy, plafonig párnákkal rakva. A falra háromszögű tartót tettek, amelyre tányérokat, különböző edényeket helyeztek el. Fölül alma és lopótök díszítette a falat. A jobbmódúak szobájából nem maradhatott el a Szűzanya ikonja, alatta pedig a tükör. A kijárat mellett a padkával szegélyezett kemence állt. A gerendára sok bazsalikomot, sárga szalmavirágot, valamint különböző használati tárgyakat raktak.
Az életkörülmények javulásával nőtt a komfort is. Az utca felőli szobát konyha és hátsó szoba egészítette ki. Az építkezésben a 19. század második felében következett be, a tégla alapra helyezett vert fal megjelenésével és a zsindely és a cseréptető alkalmazásával. A kémény ekkor már téglából épül, a szobák bútorzata kényelmesebb és korszerűbb. A tárgyak elhelyezése, a belső díszítés azonban sokáig hagyományos maradt.

#### Népviselet
A férfiak ruházata erős kendervászonból készült. A kendert az asszonyok termelték, szőtték és varrták. A férfi inge gombházas volt, az ingujjak szintén. Bocskort, vászonnadrágot, posztókabátot, mellényt, télen bundát viseltek. Hajukat hosszúra növesztették, egyesek össze is fonták. Széles karimájú és pörge kalapot viseltek. Az asszonyok mellényt és sötét színű szoknyát hordtak, a fiatalabbak világos színűeket. A lányok arany pikkelyekkel díszített blúzt öltöttek fel, ruhájuk alját aranyszállal ékesítették. Kordován lábbelit hordtak, a fiatal lányok piros színűeket. A lányok a hajukat copfba fonták és hátra vetve hordták. Az 1890-es években a ruházat erősen hasonlít a magyar és német népviselethez.

### Oktatás
Az 1990-es években 10 óvodában, 5 kétnyelvű, 6 nyelvoktató általános iskolában és egy középiskolában kb. 1000 tanuló részesül román nyelvoktatásban. Óvónőképzés Szarvason, tanítóképzés Békéscsabán, tanárképzés Szegeden és Budapesten folyik kb. 100 hallgatóval.

### Egyházi, vallási élet
A magyarországi románság túlnyomó többsége a 20 egyházközséggel rendelkező ortodox egyházhoz tartozik. Az ortodox egyházközségeknél mind a liturgia, mind a belső adminisztráció nyelve román. A magyarországi románok között ezen kívül jelentős a görögkatolikusok és a baptisták száma. A magyar nyelvhasználat a 19. század végén terjedt el a görögkatolikus és egyes baptista imaházakban, elsősorban a bihari részeken. Mára csak három baptista közösség őrizte meg román anyanyelvét: Magyarcsanád, Méhkerék, Kétegyháza.

#### Ortodoxok
A Magyarországi Románok Egyházmegyéje kánonjogilag a román ortodox egyház patriarchátushoz tartozik.
Ortodox templomok:
- Hajdú-Bihar vármegye: Darvas (kb.1779), Körösszakál (1788), Körösszegapáti (1779), Mezőpeterd (1790), Vekerd (18. sz. vége), Zsáka(1791)
- Békés vármegye: Battonya(1784 közösen a szerbekkel, 1872 óta önálló), Békés (1789), Békéscsaba(1837), Csorvás, kápolna (1900), Elek (1934), Gyula-Miklósváros (1824), Gyula-Krisztinaváros (1864), Kétegyháza (1779), Méhkerék(1849), Puszta-Ottlaka (1907), Sarkadkeresztúr, kápolna(1943)
- Csongrád-Csanád vármegye: Magyarcsanád (1808), Szegeden 1996-tól működik egyház, de temploma és parókiája nincs.
- Budapest 1791-től a görögökkel és az arománokkal együtt használták a templomot 1900-ig.

A magyarországi ortodox templomoknak van egy sajátos, a határon túliakétól eltérő vonása: többnyire a 18. század barokk szabályai szerint épültek, külső kivitelezésükben nem hasonlítanak a sajátosan ortodox (félgömb formás, hagymakupolás, vagy csavart tornyos, vagy külső freskós) stílusra.

#### Görögkatolikusok
Görögkatolikus román egyházközség három településen működik: Létavértesen, Pocsajon és Bedőn.

## Szervezetek, érdekképviseletek
1991 után alakultak meg:
- Magyarországi Románok Kulturális Szövetsége[2]
- Magyarországi Román Kutatók és Alkotók Közössége
- Magyarországi Románok Országos Önkormányzata (1995)[3]

## Ki kicsoda?
- Samuil Micu Klein (1745-1806) történész, nyelvész, görögkatolikus író, tanár. 1780-ban megírja latin nyelven az első román nyelvtant. Több mint 60 mű szerzője. Ő az első román nyelvész, aki következetesen ragaszkodott a latin ábécé alkalmazásához.
- Gheorghe Șincai (1754-1816), román történész, nyelvész, író. Fő műve a Hronica romanilor si a mai multor neamuri (A románok és más népek krónikája)
- Petru Maior (1760-1827) történész, nyelvész. Lexiconul de la Buda c. szótár egyik kidolgozója, amellyel a román szavak latin eredetét próbálták bizonyítani. Az egyik állítása, hogy a románok a rómaiak leszármazottjai.
- Moise Nicoară (1784-1861) korának legképzettebb magyarországi román értelmiségije, Ferdinánd Habsburg főherceg nyelvoktatója. A románság neki köszönheti az aradi tanítóképző és a teológiai intézet létesítését.
- Emanuil Gojdu (1802-1870) ügyvéd, legfőbb ítélőszéki bíró, parlamenti képviselő, kereskedő. Az ő támogatásával indult meg Budán az első román folyóirat a "Biblioteca românească". Alapítványt hozott létre, aminek segítségével tanulhatott számos román értelmiségi.
- Eftimie Murgu (1805-1870) politikus, történész, filozófiatanár, ügyvéd, országgyűlési képviselő.